# HomePlug
家用電力線網路聯盟（縮寫為），一個位於美國的商業聯盟，成員接近50間公司。他們的工作是負責制定及推廣HomePlug技術，一種電力線通信標準介面。他們擁有這個註冊商標，目前在歐洲等主要市場以及中國大陸，這個技術的應用正在蓬勃發展。

## 运作方式
其技術規格可把多組設備透過供應電源的電線互相聯繫，而經HomePlug認證的產品可應用在個人電腦或支援乙太網、USB及802.11的設備。由聯盟成員公司製造的設備大多已內建HomePlug，只要把多台支援HomePlug的裝置插在電源插頭內，即可建立連線並進入網絡。由於HomePlug是以高頻去作數據傳輸，穩壓器或類似裝置或會對傳輸訊號影響，因此宜避免使用於跨配電盤、電表電力線網路。

### 目前應用的協定標準
- 網路協定：乙太網路IEEE 802.3、IEEE 802.3U
- 電力線通訊協定：HomePlug 1.0、HomePlug turbo、HomePlug AV、UPA、HD-PLC

- 目前規格中HomePlug規格區分為
  - HomePlug 1.0為80Mbps
  - HomePlugAV  為200Mbps

（以上指的是實體層傳輸速率）
5種協定中除了的HomePlug 1.0規格與HomePlug turbo規格可以互通外，其他規格的設備偕無法透過電力線互通傳遞訊息，所以在同一電力網路中使用不同協定的網通產品混用的方式並不能架設成功，架設者必須格外注意。
未來將提供如下一代的Gigabit（GB）等級AV2規格。現今家用電力線網路聯盟（HomePlug Powerline Alliance，HPA）發表了多項未來技術成果，包含依據HomePlug AV技術制定的IEEE 1901電力線標準、針對智慧電網應用完成新的HomePlug Green PHY（GP）規格，以及將完成下一代的Gigabit（GB）等級AV2規格。由於HomePlug GP規格係以HomePlug AV為基礎，因此與新的IEEE 1901電力線標準草案之間完全互通。

### HomePlugAV主要規格

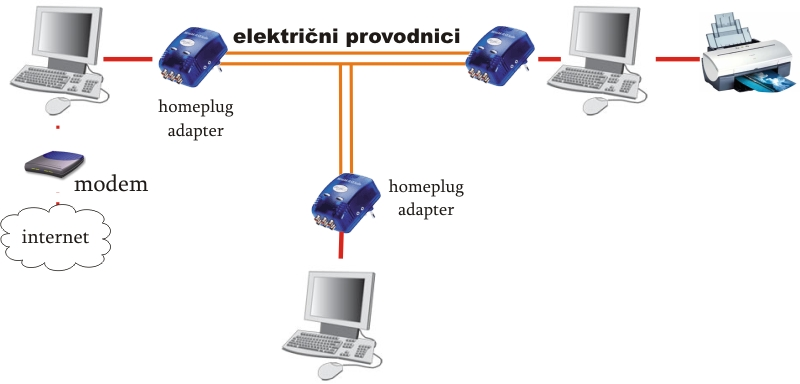
HomePlug架構

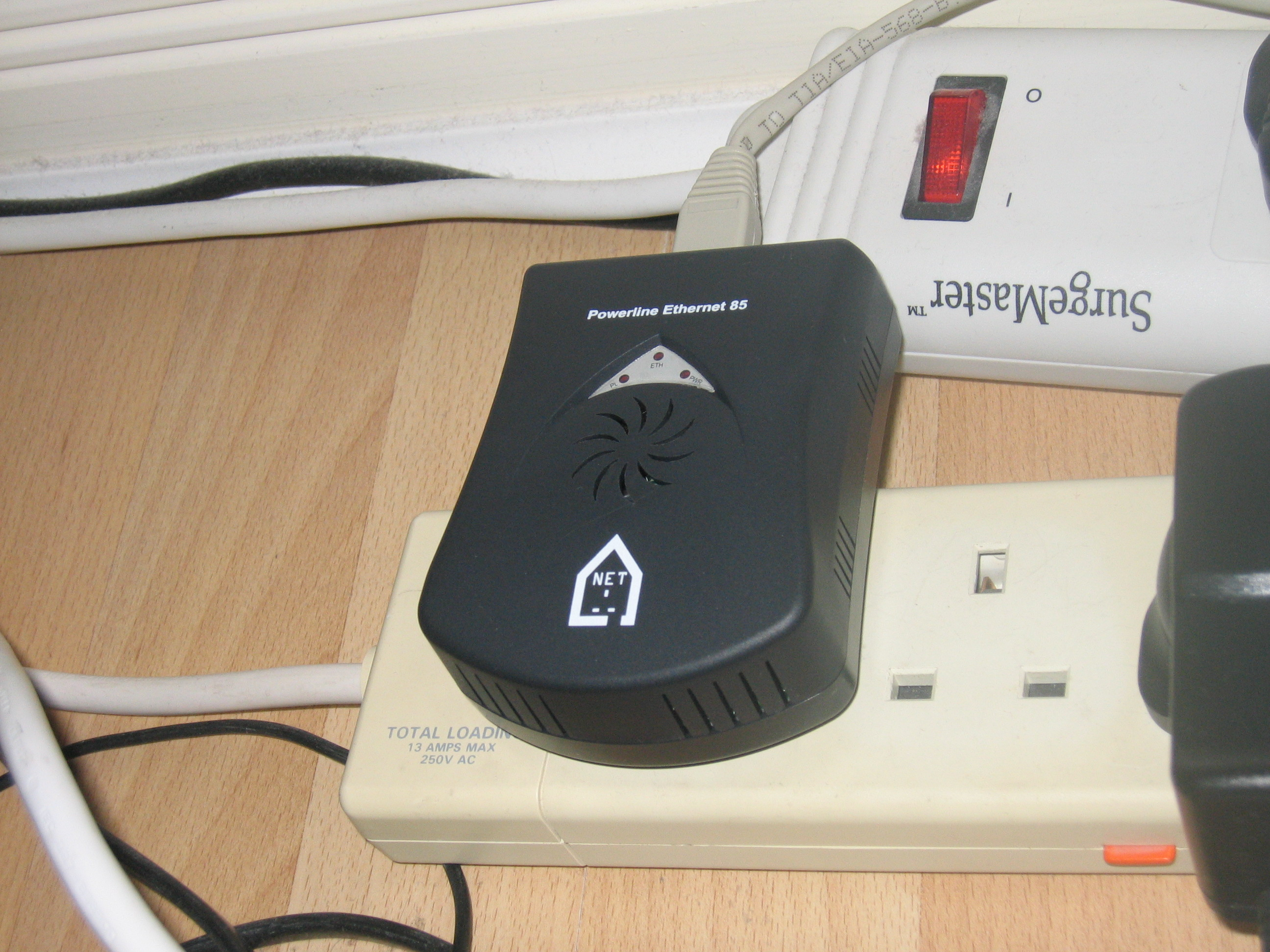
85Mbps速度的通訊橋接器

以目前主要應用的HomePlugAV  為例，主要設計標準：
- 介面
  - Powerline
  - 10/100 Base-TX Ethernet Port
- 電源網路調變技術
  - OFDM（QAM 8/16/64/256/1024,QPSK,BPSK,ROBO）
- 電源網路傳輸頻率
  - 2 MHz~ 30 MHz
- 資料傳輸速率（實體層傳輸）
  - 電源網路200 Mbps
  - 乙太網路10/100Mbps
- QoS
  - 智慧型QoS網路優先機制
- 安全機制
  - 128bit AES資料加密

### HomePlug Green PHY
HomePlug Green PHY（HomePlug GP）標準從HomePlug AV標準衍生，主要針對智慧電網應用的標準。其最大通訊速率是10 Mbit/s，設計考量是要放在智能電表或是HVAC的自動調溫器、家電以及充电式电动车辆等小型電器中，使資料可以透過電源線，在家用網路中傳輸。這種的應用不需要大量的廣播信號，最重要的需求是可靠，功耗低及低價的通訊，並且小尺寸。GreenPHY的功耗比AV要少75%。
HomePlug電源線聯盟和電廠以及電表製造商合作，產出了690頁的規範。對於以HomePlug AV、HomePlug AV2和IEEE 1901規範為基礎的設備，HomePlug Green PHY設備需要有完全互操作性的網路中，有些人認為會阻礙功耗降低和成本降低。HomePlug晶片供應商QualComm在2011年12月已販售Green PHY的晶片。
HomePlug GreenPHY是電動車充電的組合充電系統（CCS）中 使用的通訊協定。

## 商業運用現況
目前HomePlug及HomePlug AV裝置目前在全球的寬頻電力線通訊市場中，市佔率高達80%以上，於2010年已出貨超過四千五百萬台，而年底前出貨量預估將達到六千萬台。目前已有50家以上的服務供應商利用HomePlug技術，部署所謂的寬頻三合一方案。在HPA持續成長茁壯下，陸續有新成員加入，例如矽晶片、服務供應商以及OEM製造廠商；HomePlug聯盟廣納各界成員，因此具備了完整的產業代表性，並建立全球的HomePlug生態系統。
於新成員包括：Atheros、Broadcom、D-Link、ETSA Utilities、川崎微電子美國公司、Marvell Semiconductor、Polaris Networks、Sigma Designs及Western Digital；Duke Energy及意法半導體也加入了HomePlug聯盟的董事會。
HomePlug產品是利用家中現有的電力線路形成網路，並在有效的傳輸封包下，提供穩定的音訊及視訊，因而成為家中各處提供高畫質電視串流影片的理想選擇。
在智慧電網應用方面，HPA已完成HomePlug GP規格，針對成本最佳化的低耗電解決方案，例如暖通空調（HVAC）溫度控制器、智慧型電錶、家用電器，以及充電式混合動力電動車（PHEV）。
2010年，HomePlug Powerline Alliance與Wi-Fi联盟宣布結盟，將聯手推動無死角的無線家庭。兩個聯盟將合作進行Wi-Fi與HomePlug規格與相關標準的技術審查，以確保在智慧電網應用領域的互通性。他們也將推動Smart Energy 2應用規範（Applications Profile），實現能橫跨無線與有線網路的應用。

## 資料安全性
HomePlug上的資料可能會在使用者的家中以及公司電源線上傳播，也可能會被竊聽。因此HomePlug中有設定加密密碼的功能，HomePlug規範要求所有設備都要有一個開箱即用的預設密碼，不過此一密碼也可能是各產品都相同的密碼。使用者應更改密碼，若是密碼沒有更改，駭客就可以用他們自己的HomePlug來讀取使用者的信號，透過預設密碼來操作此設備，或是進行像更改加密密鑰功能。
許多powerline轉換器會成組販售，上面已有不重覆的安全密鑰，使用者不需再更改。只有在和現有的powerline轉換器一起使用，或是將powerline轉換器接到已有設備的網路上，才需要更換密碼。有些設備有「認證」按鈕，只要在二端的設備上各按一次按鈕，即可加入新的網路。
為了簡化HomePlug上設定密碼的過程，每一個設備會有內建的主密碼，主密碼是在設備生產時用亂數產生，且燒錄到設備中，此主密碼只用來設定加密密碼。設備的標籤上會印出其主密碼。
HomePlug AV標準是用128位元的AES加密，不過有些較舊的標準是用安全性較低的DES加密。此加密不會針對用戶傳送及接收的資料進行，因此還是需要使用像是TLS之類的高階加密協定或是系統。
HomePlug設備可以跨橋接器運作，任何作業系統的電腦都可以存取此網路。不過有些廠商只提供Windows版的密碼設定軟體。只要加密密碼設定成功，所有支援此網路規格的設備都可以在其轉換器上工作。

## 外部連結
- HomePlug （英文）
- Powerline Homeplug AV BLOG（電力線上網）